# Neonauclea versteeghii
Neonauclea versteeghii är en måreväxtart som beskrevs av Elmer Drew Merrill och Lily May Perry. Neonauclea versteeghii ingår i släktet Neonauclea och familjen måreväxter. Inga underarter finns listade i Catalogue of Life.